# Eremophanes annulicornis
Eremophanes annulicornis är en skalbaggsart som beskrevs av Hermann Julius Kolbe 1894. Eremophanes annulicornis ingår i släktet Eremophanes och familjen långhorningar. Inga underarter finns listade i Catalogue of Life.